# Terrell Williams
Terrell Williams (Los Angeles, 19 giugno 1974) è un allenatore di football americano statunitense che svolge il ruolo di allenatore della linea difensiva dei Tennessee Titans della National Football League (NFL). Al college giocò a football alla East Carolina University.

## Carriera come allenatore
Williams iniziò la sua carriera come allenatore nella NFL il 14 febbraio 2012 con gli Oakland Raiders con il ruolo di allenatore dei defensive lineman, dopo aver speso 14 anni tra varie università. Il 14 gennaio 2014 firmò per un altro anno.

## Vita familiare
Williams è sposato con Tifini Preliou da cui ha avuto un figlio.